# Poseidonia (Isthmus von Korinth)
Koordinaten: 37° 56′ 40″ N, 22° 57′ 22″ O

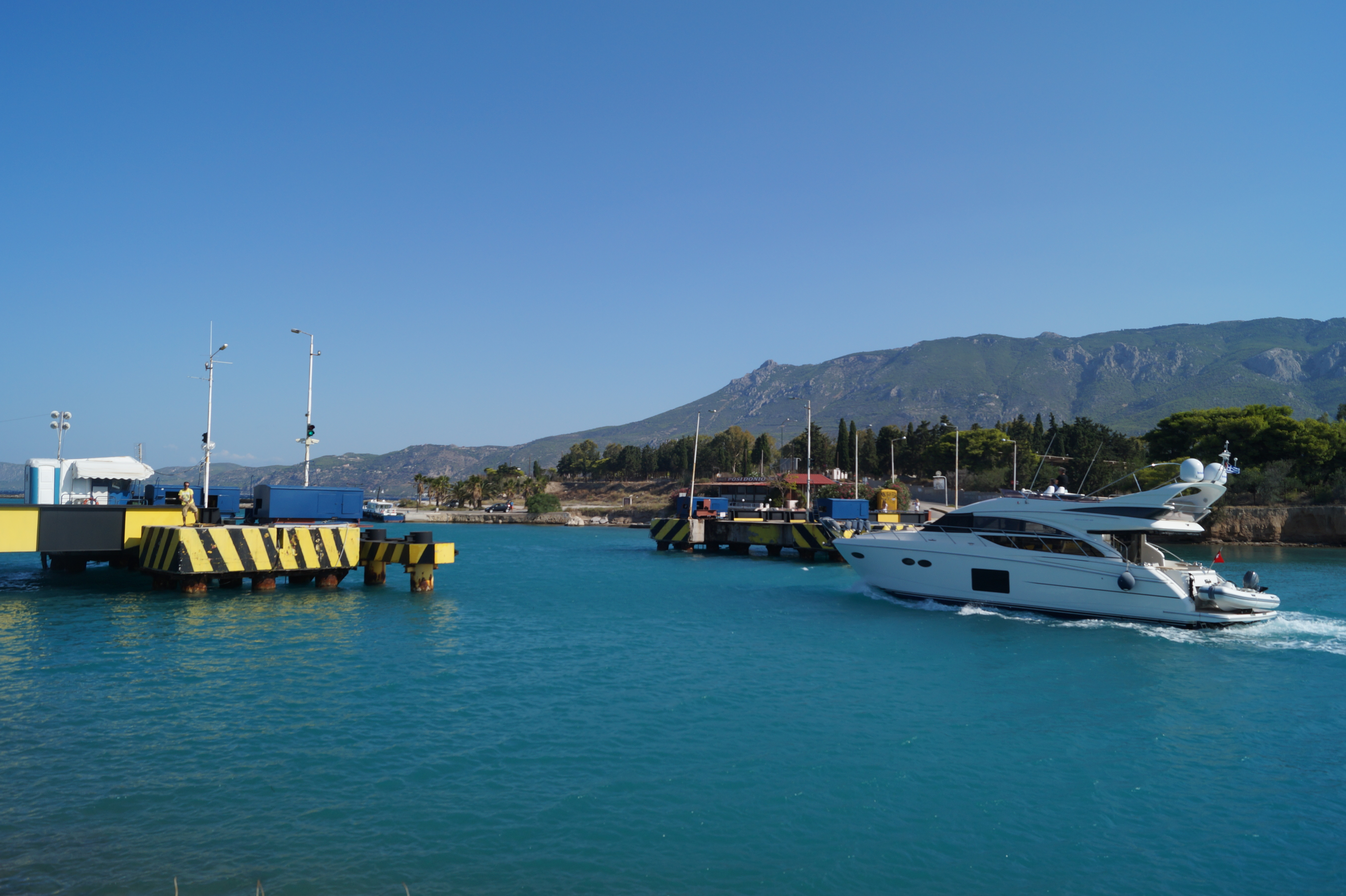
Senkbrücke bei Poseidonia

Poseidonia (griechisch Ποσειδωνία (f. sg.)) ist ein Vorort von Korinth. Er liegt am südwestlichen Ende des Kanals von Korinth. Über eine Senkbrücke besteht Verbindung zur nördlich des Kanals gelegene Stadt Loutraki.

## Geschichte

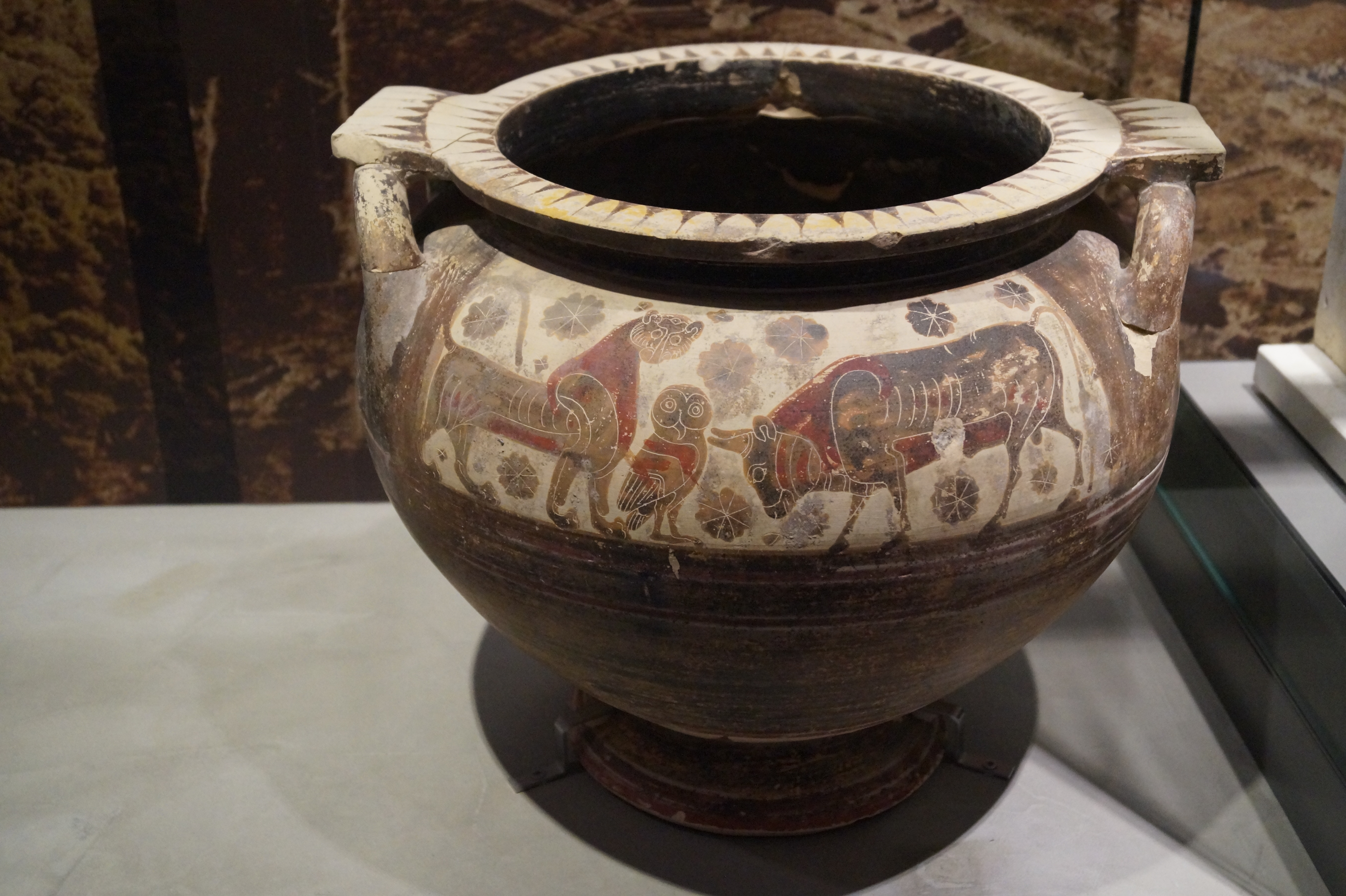
Krater aus einem Grab des antiken Friedhofs

Am nördlichen Ortsrand direkt neben dem Kanal von Korinth existiert noch ein etwa 300 m langes Stück des Diolkos. Dieser gepflasterte Weg zum Transport von Schiffen über den Isthmus von Korinth wurde um 600 v. Chr. errichtet. In der Nähe fand man einen Friedhof aus Archaischer und Klassischer Zeit (6.–5. Jahrh. v. Chr.). Die Toten wurden hier in Sarkophagen beigesetzt und erhielten viele wertvolle Grabbeigaben wie Korinthische und Attische Keramiken, Bronzespiegel und Kacheln in Form einer Sphinx.
Südlich des Friedhofs entwickelte sich eine bedeutende Siedlung, deren antiker Name jedoch nicht bekannt ist. Man fand hier Grundmauern, Brunnen, Tonscherben und Steinblöcke aus dem 5. Jahrhundert v. Chr. Die Funde sind im Archäologischen Museum von Korinth und im Museum von Isthmia ausgestellt.